# Larisa Kanáyeva
Larisa Alexándrovna Kanáyeva –en ruso, Лариса Александровна Канаева– (5 de marzo de 1987) es una deportista rusa que compitió en lucha libre. Ganó una medalla de bronce en el Campeonato Europeo de Lucha de 2008, en la categoría de 59 kg.

## Palmarés internacional
| Campeonato Europeo | Campeonato Europeo  | Campeonato Europeo | Campeonato Europeo |
| Año                | Lugar               | Medalla            | Categoría          |
| ------------------ | ------------------- | ------------------ | ------------------ |
| 2008               | Tampere (Finlandia) | Medalla de bronce  | 59 kg              |